# Heures Sobieski
Le Heures dites  Sobieski sont un livre d'heures manuscrit enluminé peint à Paris vers 1420 par le Maître de Bedford et son atelier sans doute pour Marguerite de Bourgogne, fille du duc de Bourgogne Jean sans Peur. Il est actuellement conservé au sein de la Royal Collection au Royaume-Uni. 

## Historique
Le manuscrit a été réalisé vers 1420-1425 sans doute à destination de Marguerite de Bourgogne : la princesse est représentée au folio 162 verso agenouillée en train de prier sainte Marguerite devant un autel. Elle la prie sans doute pour obtenir un enfant, la sainte protégeant les femmes enceinte. Par ailleurs, la princesse est représentée près d'un lit décoré de tentures vertes, la couleur traditionnelle des lits d'accouchement à la cour de France à cette époque. Il est vrai que son mariage avec le connétable Arthur de Richemont était sans enfant. Enfin, la sœur de la princesse, Anne de Bourgogne se marie en 1423 avec Jean de Lancastre, duc de Bedford, l'un des patrons du Maître de Bedford, l'auteur d'une partie des miniatures du manuscrit. 
Vers 1492, le manuscrit est la propriété d'Urban Doczy de Nagylucse, évêque hongrois de Raab et Erlau. Il l'a peut-être acquis à l'occasion d'une ambassade hongroise en France (en 1457) ou d'une ambassade française en Hongrie (par exemple en 1439. Vers 1683, il appartient au roi de Pologne Jean III Sobieski. Sa petite-fille, Maria Clementina Sobieska, se marie avec Charles Édouard Stuart, prétendant au trône d'Angleterre puis le manuscrit entre en possession de Henri Benoît Stuart, son fils, cardinal-duc d'York, jusqu'à sa mort en 1807. Il est alors légué à George IV du Royaume-Uni alors prince de Galles. 

## Description

### Texte
Livre d'heures à l'usage de la liturgie parisienne, avec les chapitres suivant :
- calendrier parisien, f.1-12v
- péricopes des évangiles, f.13-18r.
- Prières à la Vierge, f.18v-23
- Heures de la Vierge, à l'usage de Paris, f.24-77
- psaumes pénitentiels, f.78-93
- heures de la croix, f.93v-99r
- heures du Saint-Esprit, f.99v-104r
- Quinze joies de notre dame et 7 prières requete à notre seigneur, f.104v-111r
- Office des morts, f.111v-147v.
- Vie de sainte Marguerite, f.148-167v.
- heures de la Passion, f.168-202
- suffrages, f.203-234

Le manuscrit s'achève (f.234v.) par un texte de quatorze lignes en hébreu, louant la beauté du manuscrit, daté de 1683 et signé de Joseph Zaibicki, médecin du roi et bibliothécaire de Pologne Jean III Sobieski.

### Décorations
Le manuscrit contient 61 grandes miniatures, celles des saints prenant la forme de petits compartiments illustrant différents épisodes de la vie du personnage. Des lettrines historiées sont présentes à certaines pages de miniature ainsi qu'au folio 21v. Pour chaque mois du calendrier, se trouvent les décorations suivantes dans les marges : au recto, en haut une activité du mois et en bas, de gauche à droite, un prophète, le signe du zodiaque, une autre activité et un apôtre ; au verso, des vignettes représentant les saints du mois. Toutes les autres pages possèdent des décorations végétales.

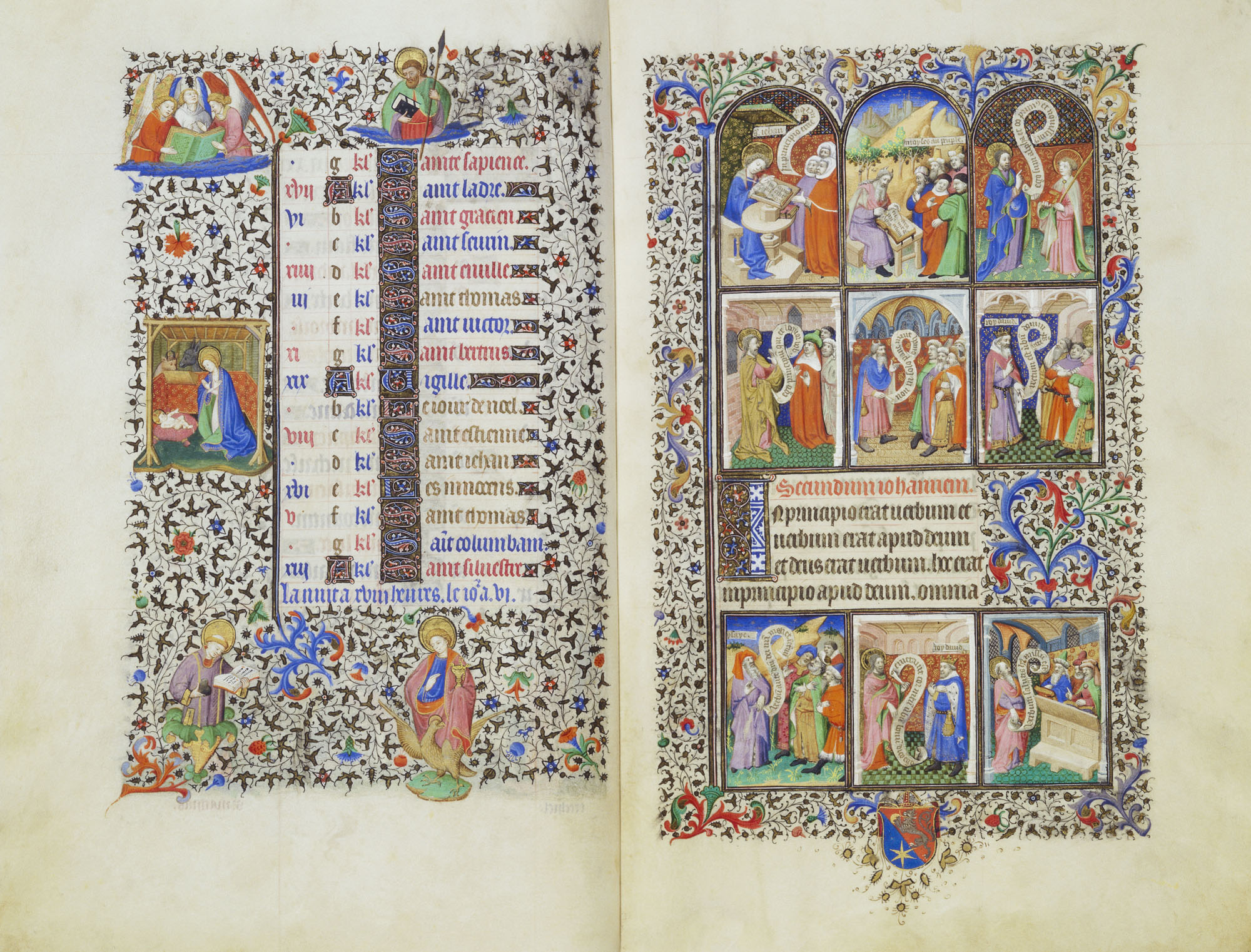
Fin du calendrier et vie de saint Jean, Maître de Fastolf et Maître de Bedford, f.12v.-13r.
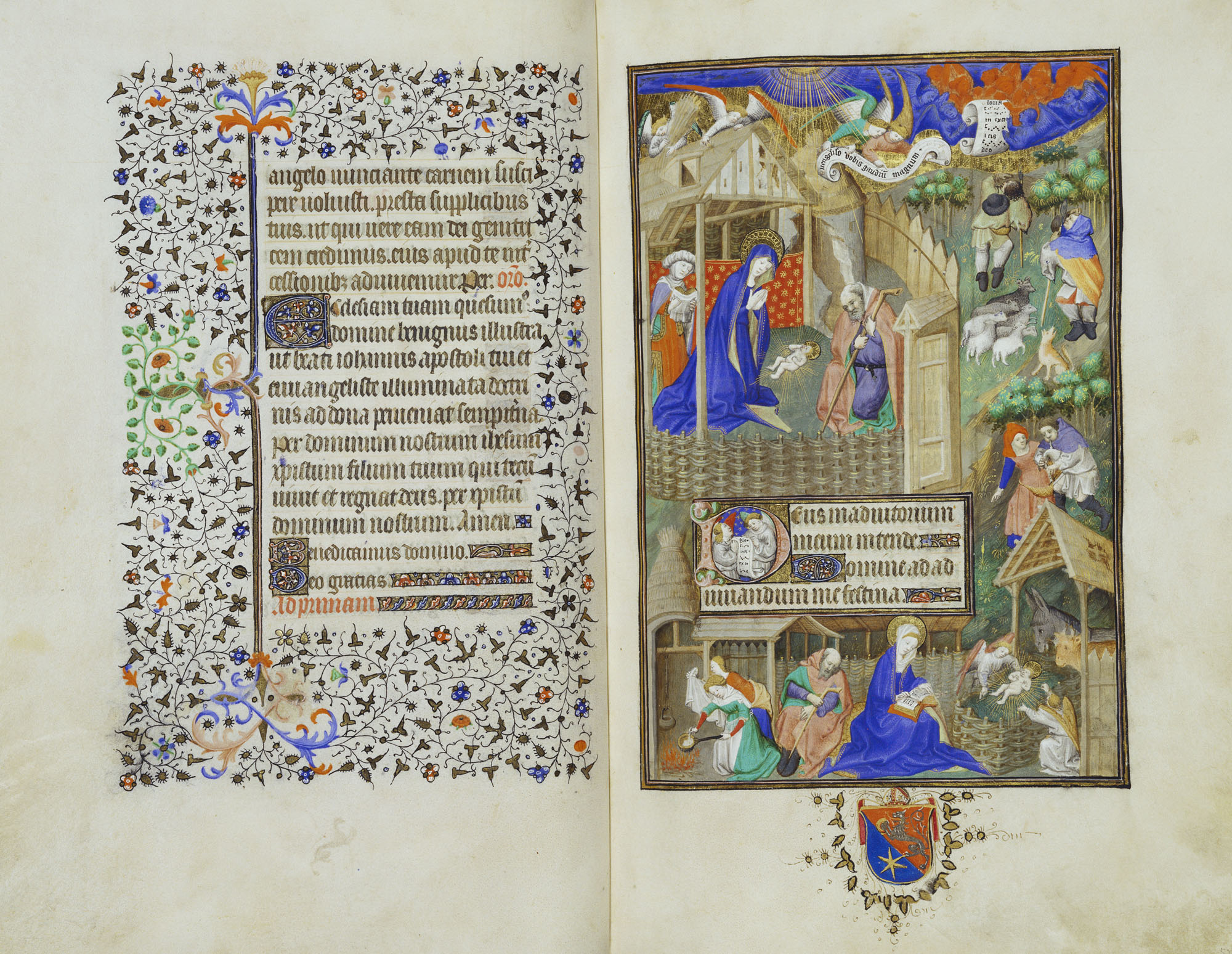
Nativité, Maître de Bedford, f.51v-52r.
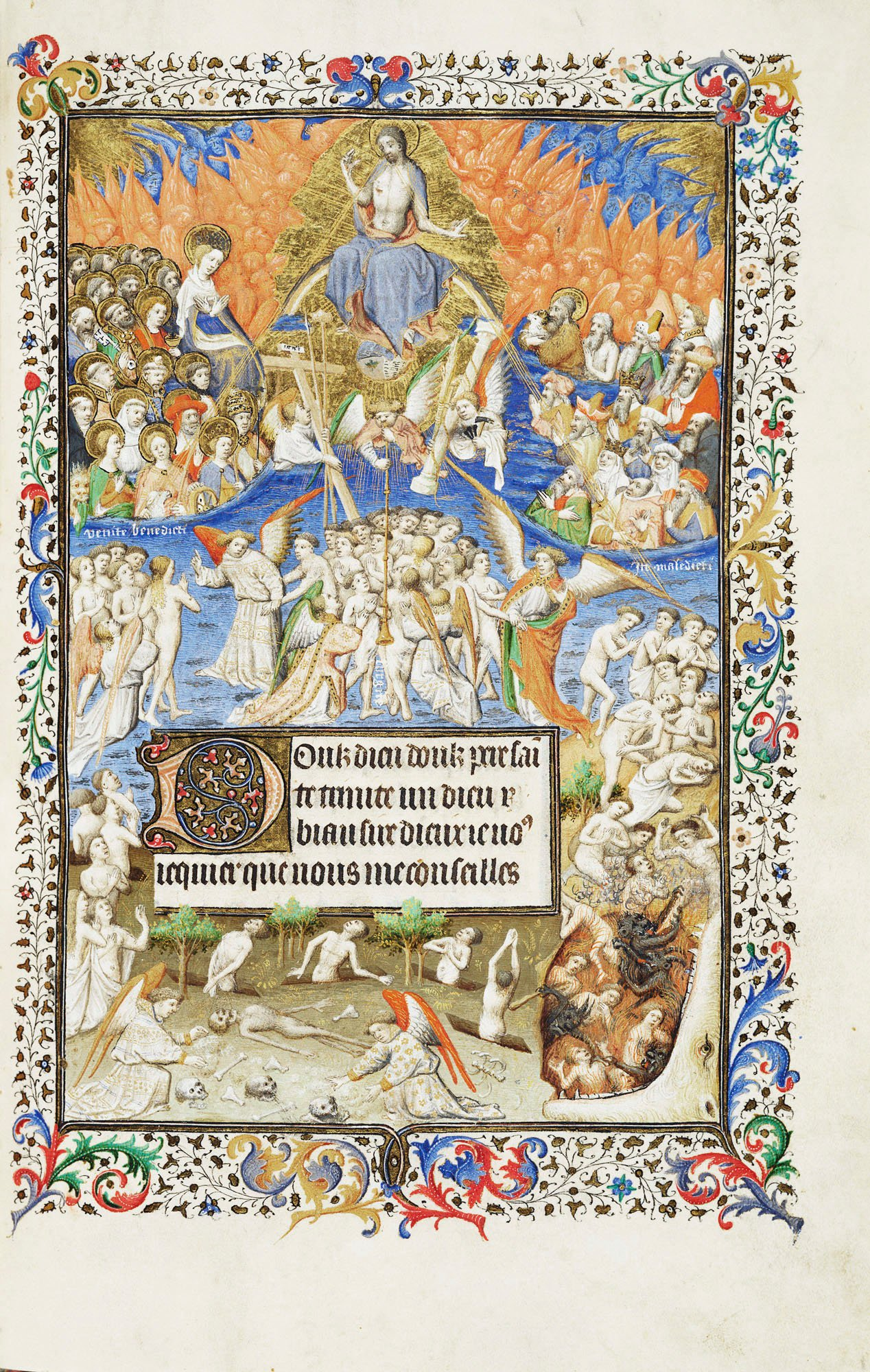
Le Jugement dernier, Maître de la Légende dorée de Munich, f.109r.
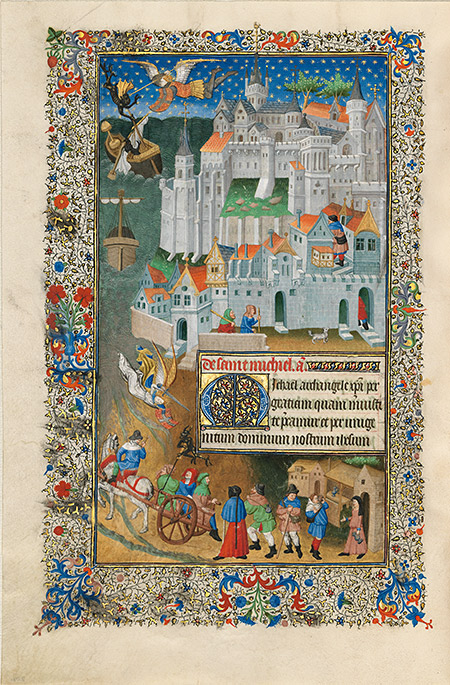
L'Archange saint Michel et le Mont Saint-Michel, Maître de Bedford, f.204v.

La majeure partie des miniatures sont attribuées au Maître de Bedford et à son atelier. Le Maître de la Légende dorée de Munich pourrait avoir contribué à presque un tiers des miniatures (19), allant de David à l'office des morts (f.78-137), les heures de la Passion, peut-être à partir d'un dessin du Maître de Bedford (f.168-202) et le début des suffrages (à partir du f.205v.). Les décorations du calendrier ont peut-être été ajoutées un peu plus tard par le Maître de Fastolf, ainsi que les miniatures de la fin de l'ouvrage en collaboration avec les deux premiers artistes. 